# 판타지오의 음반
이 문서는 판타지오에서 발매한 음반 목록이다.

## 2020년대
- 2022년 1월 17일 진진&라키 - Restore
- 2022년 2월 11일 문빈&산하 - [Digital Single] Ghost Town[1]
- 2022년 3월 15일 문빈&산하 - REFUGE
- 2022년 5월 5일 MJ - 춘정지란 OST 스페셜 트랙
- 2022년 5월 14일 라키 - 짠내아이돌 OST Part.1[2]
- 2022년 5월 16일 아스트로 - Drive to the Starry Road
- 2022년 5월 21일 라키 - 짠내아이돌 OST Part.3[3]
- 2022년 5월 22일 라키 - 짠내아이돌 OST Part.4
- 2022년 5월 28일 위키미키 - 미라클 OST Part.4
- 2022년 7월 21일 아스트로 - [Digital Single] U&Iverse
- 2022년 7월 31일 위키미키 - 마녀는 살아있다 OST Part.4
- 2022년 8월 2일 문빈&산하 - 카카오웹툰 〈너를 만나다〉 OST Part.1
- 2022년 8월 12일 최유정 - [Digital Single] UH-RA? with KozyPop (코지팝 X 최유정, 안병웅, 드레스)[4]
- 2022년 8월 20일 위키미키 - Listen-Up(리슨업) EP.4[5]
- 2022년 9월 14일 최유정 - [Digital Single] Sunflower
- 2022년 10월 28일 차은우 - [Digital Single] 항해 (데시벨 OST X 차은우)
- 2023년 1월 4일 문빈&산하 - Incense
- 2023년 3월 5일 지수연 - 만찢남 OST
- 2023년 6월 15일 루네이트 - CONTINUE?
- 2023년 8월 12일 최유정 - 잔혹한 인턴 OST Part.1
- 2023년 10월 18일 차은우 - 오늘도 사랑스럽개 OST 스페셜
- 2023년 10월 19일 진진 - [Digital Single] Wave in my heart
- 2023년 11월 22일 루네이브 - [Digital Single] 여기 붙어라 (Playground)
- 2024년 2월 15일 차은우 - ENTITY
- 2024년 2월 19일 루네이트 - [Digital Single] Pastel[6]
- 2024년 2월 21일 이창섭 - [Digital Single] 천상연 (웹툰 '선녀외전' X 이창섭 (LEE CHANGSUB))
- 2024년 2월 23일 아스트로 - [Digital Single] Circles
- 2024년 3월 13일 루네이트 - BUFF
- 2024년 3월 20일 진진 - [Digital Single] Good Enough
- 2024년 4월 19일 진진 - [DigitL Single] Fly
- 2024년 4월 30일 이창섭 - [Digital Single] 그래, 늘 그랬듯 언제나
- 2024년 5월 14일 이창섭 - <함부로 대해줘> OST Part.1
- 2024년 5월 20일 진진 - [Digital Single] 날 위해
- 2024년 5월 21일 최유정 - <함부로 대해줘> OST Part.2
- 2024년 5월 28일 지수연 - <함부로 대해줘> OST Part.3
- 2024년 6월 6일 차은우 - [Digital Single] 2024 New Love Sailing
- 2024년 6월 12일 위키미키 - [Digital Single] CoinciDestiny
- 2024년 6월 19일 루네이트 - [Japan Digital Single] Evergreen
- 2024년 6월 28일 진진 - [Digital Single] JIN LAB Project 3. [자존감 (self-esteem)]
- 2024년 7월 29일 진진 - [Digital Single] JIN LAB Project 4. [You]
- 2024년 8월 6일 윤산하 - DUSK
- 2024년 8월 14일 루네이트 - AWAKENING
- 2024년 8월 30일 차은우 - [Digital Single] Hey Hello[7]
- 2024년 8월 31일 진진 - [Digital Single] JIN LAB Project 5. [이별택배]
- 2024년 9월 2일 이창섭 - 1991[8]
- 2024년 9월 24일 MJ - [Digital Single] 왜 이렇게 예뻐
- 2024년 9월 28일 진진 - [Digital Single] JIN LAB Project 6. [Carry On]
- 2024년 10월 2일 이창섭 - 1991
- 2024년 10월 25일 진진 - [Digital Single] JIN LAB Project 7. [Here]
- 2024년 11월 30일 진진 - [Digital Single] JIN LAB Project 8. [Runaway]
- 2024년 12월 10일 이창섭 - [Digital Single] 거짓말의 반대말만 할게요 (비밀 사이 X 이창섭(LEECHANGSUB))
- 2024년 12월 27일 진진 - [Digital Single] JIN LAB Project 9. [Beat that Drum]
- 2025년 2월 14일 이창섭 - [Digital Single] Feel The Groove
- 2025년 2월 19일 루네이트 - [Digital Single] 나비
- 2025년 2월 23일 아스트로 - [Digital Single] Twilight
- 2025년 3월 12일 이창섭 - [Digital Single] 겁쟁이
- 2025년 3월 29일 이창섭 - 보물섬 OST Part.6
- 2025년 4월 19일 아스트로 - [Digital Single] 꿈속의 문(Moon)
- 2025년 5월 12일 이창섭 - [Digital Single] 꽃이 되어줄게
- 2025년 7월 7일 이창섭 - [Digital Single] VROOM VROOM
- 2025년 7월 15일 윤산하 - CHAMELEON
- 2025년 7월 27일 이창섭 - [Digital Single] 그 자리에, 그 시간에
- 2025년 7월 31일 윤산하 - 내 여자친구는 상남자 OST Part.2[9]
- 2025년 8월 13일 주니지니 - DICE